# ウォーク・ドント・ラン (書籍)
『ウォーク・ドント・ラン』は、村上龍と村上春樹の対談集。正式名は『ウォーク・ドント・ラン 村上龍VS村上春樹』。1981年7月、講談社より刊行された。

## 内容
- 対談は1980年7月29日と、同年11月19日の2回にわたって行われている。
- 1回目と2回目の間に、村上龍（以下、「龍」とする）の3作目の長編『コインロッカー・ベイビーズ』（1980年10月）が講談社から出版された。2回目の対談の冒頭で、村上春樹（以下、「春樹」とする）が同書を読み終えたあとすぐに龍に電話をしたことが語られている。春樹は改めて「しぱらく時間が経ってから、ある種のショックがあった」「すごく面白かった」と感想を述べている[2][3]。